# ولتر (داکوتای شمالی)
ولتر(به انگلیسی: Voltaire) شهری در ایالت داکوتای شمالی کشور ایالات متحده آمریکا است که جمعیت آن در سرشماری سال ۲۰۱۰ میلادی، ۴۰ نفر بوده‌است.